# Geoffrey II Talbot
Geoffrey II Talbot (m. 1140) fue un caballero anglonormando, señor de Swanscombe, Kent, durante la anarquía inglesa bajo el reinado de Esteban I de Inglaterra. Era hijo de Geoffrey I Talbot. Aunque estuvo en la corte de Esteban a principios de 1136, en 1138 Talbot apoyó a la rival de Esteban, la emperatriz Matilde. En 1139 y 1140, Talbot participó en operaciones militares en los alrededores de Hereford, incluyendo la fortificación de la Catedral de Hereford para intentar tomar el castillo de Hereford.

## Guerra civil
Talbot estuvo presente en la corte de Pascua celebrada por el rey Esteban en Westminster en 1136, junto con otros nobles, magnates y religiosos. En abril de 1138, sus fuerzas arrebataron la ciudad de Hereford a los partidarios del rey Esteban, y la mantuvieron para su rival y prima, la emperatriz Matilde. Esto formó parte de una rebelión coordinada de los partidarios de Matilde, muchos de los cuales estaban relacionados con su hermanastro, Roberto de Gloucester. Talbot pudo haber sido el principal instigador de dicha rebelión. A mediados de mayo, Esteban asediaba a Talbot en el castillo de Hereford, un asedio que duró hasta mediados de junio, cuando el castillo se rindió. Se permitió que la guarnición saliera ilesa, pero Talbot escapó y huyó al castillo de Gilbert de Lacy en Weobley, que también fue asediado y se rindió. De nuevo, Talbot escapó y huyó a Bristol, donde se reunían los partidarios de Matilde. En 1138 Gilbert de Lacy también dirigió un ejército en un ataque contra Bath al servicio de la Emperatriz Matilde, junto con Geoffrey Talbot, y que algunos historiadores han visto como el acto inicial de la guerra civil.
Talbot y de Lacy lanzaron entonces un ataque contra la ciudad de Bath. Mientras exploraban, ambos hombres fueron atacados por fuerzas de la ciudad, y Talbot fue capturado por fuerzas bajo el control del obispo de Bath, Roberto de Bath. Las fuerzas de la emperatriz organizaron entonces una negociación con el obispo y le ofrecieron un salvoconducto, pero cuando este se presentó a la reunión, fue amenazado con la horca si no liberaba a Talbot. El obispo liberó a Talbot bajo coacción. La liberación afectó las relaciones del obispo con el rey Esteban, quien lo acusó de apoyar a Matilde, y apenas logró convencerlo de aceptar la explicación del obispo.
En octubre de 1139, Talbot volvió a estar al mando de Hereford y resistió un ataque de Miles de Gloucester, por entonces partidario del rey Esteban. Para 1140, había perdido el control del castillo e intentaba recuperarlo. Parte de sus esfuerzos incluían la fortificación de la catedral de Hereford. En sus esfuerzos de asedio se unió a él Miles de Gloucester, quien había cambiado de bando y apoyaba a Matilde.

## Herencia
Talbot falleció alrededor de 1140 sin descendencia, y sus tierras pasaron a su hermana Sybil y a su segundo esposo, Josce de Dinan. Fue enterrado en la abadía de Gloucester. Las tierras de Swanscombe se dividieron entre las dos sobrinas de Talbot, Cecily y Agnes, hijas de Sybil y Pain fitzJohn. Cecily se casó tres veces: primero con Roger de Hereford, hijo de Miles de Gloucester; luego con Guillermo de Poitou y finalmente con Walter de Mayenne. Sin embargo, no tuvo descendencia de ninguno de sus matrimonios y, a su muerte en 1207, sus tierras pasaron a los herederos de su hermana Agnes. Agnes se casó primero con Warin de Mountchesney y luego con Haldenald de Bidun, y sus descendientes ocuparon la baronía de Swanscombe hasta 1324, cuando la línea familiar se extinguió.